# MAZ-7907

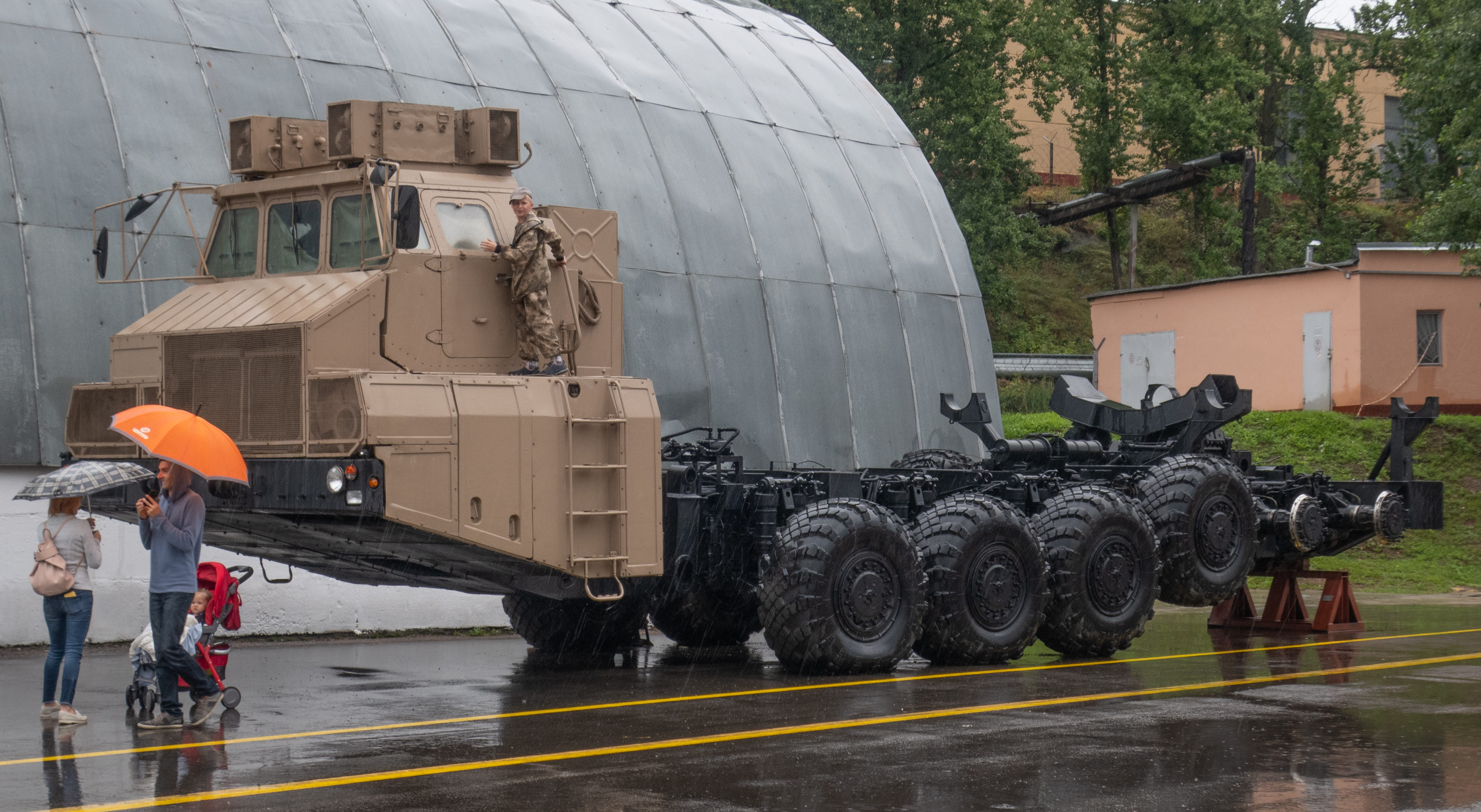
Vorderer Teil des MAZ-7907 auf dem Betriebsgelände von MZKT (2019)

Der MAZ-7907 (russisch МАЗ-7907) ist ein schwerer Lastwagen des belarussischen Fahrzeugherstellers Minski Awtomobilny Sawod, der versuchsweise als mobile Raketenstartrampe konzipiert wurde. Mit zwölf Achsen, 28 Meter Länge und einer Nutzlast von 150 Tonnen war er einer der größten Lkw in der Geschichte des Herstellers.

## Fahrzeuggeschichte
Bereits zu Beginn der 1980er-Jahre wurden bei MAZ unter dem Projektnamen Zelina-2 verschiedene Versuche unternommen, das bis dahin eisenbahngestützte Interkontinentalraketensystem RT-23 auf Radfahrzeuge zu verlasten. Das Problem war relativ offensichtlich: Eine der Interkontinentalraketen wog abschussbereit 104,5 Tonnen, hatte eine Länge von 22,6 Meter und einen Durchmesser von 2,4 Meter. In diesem Zusammenhang wurden neben dem MAZ-7907 auch der etwas kleinere MAZ-7906 sowie der größere MAZ-7904 konstruiert.
Die Entwicklung des MAZ-7907 begann im März 1983. Ein erster Prototyp war 1985 fertiggestellt, ein zweiter folgte später. Bis 1987 liefen die Erprobungen, an deren Ende das Fahrzeug etwas über 2000 Kilometer Wegstrecke zurückgelegt hatte.
Mit dem Zerfall der Sowjetunion kamen die Arbeiten am Projekt Zelina-2 in den 1990er-Jahren zum Erliegen. 1996 wurde es schließlich komplett eingestellt, das Raketensystem RT-23 bis 2005 außer Dienst gestellt und bis 2008 endgültig verschrottet. Die beiden Prototypen des MAZ-7907 blieben erhalten. Einer wurde später noch einmal verwendet, um ein Schiff von 40 Meter Länge 250 Kilometer zwischen zwei Gewässern umzusetzen.
Im Jahr 2012 standen die beiden Prototypen auf dem Gelände des MZKT-Werks in Minsk, wobei ein Fahrzeug als Ersatzteilspender genutzt wurde, um das zweite Exemplar betriebsfähig zu halten.
Das Fahrzeug wurde so konstruiert, dass trotz des hohen Gesamtgewichts eine möglichst gute Geländegängigkeit erreicht wurde. Dazu wurden die 24 Räder jeweils mit einem eigenen Elektromotor ausgestattet. Das Hauptaggregat, eine Gasturbine vom Typ GTD1250 mit 1250 PS Leistung trieb einen Generator an. Die Turbine entstammt eigentlich dem Kampfpanzer T-80. Jeweils die vier vorderen und hinteren Achsen sind gegenläufig lenkbar, um den Wendekreis des Lastwagens in einem vertretbaren Rahmen zu halten. Auch wenn es für das Fahrzeug keinen direkten Nachfolger gab, so baute MAZ beziehungsweise das Minski Sawod Koljosnych Tjagatschei (MZKT) später schwere Radschlepper wie den MZKT-79221, in den auch Erfahrungen einflossen, die beim Projekt Zelina-2 gesammelt wurden.

## Technische Daten
Für den MAZ-7907.
- Motor: GTD1250
- Motortyp: Gasturbine
- Leistung: 1.250 PS (919 kW)
- Höchstgeschwindigkeit: 25 bis 40 km/h
- Achsen: 12
- Antriebsformel: 24×24

Abmessungen und Gewichte
- Länge: 28.187 mm
- Breite: 4.100 mm
- Höhe: 4.410 mm
- Bodenfreiheit: 465 mm
- Raddurchmesser: 1.660 mm
- Leergewicht: 65.800 kg
- Zuladung: 150.000 kg
- Gesamtgewicht: 215.800 kg